# Дом д’Эврё
Дом д’Эврё (фр. Maison d'Évreux) — младшая ветвь французской королевской династии Капетингов, которая существовала с начала XIV века и до середины XV века. Дом д’Эврё правил Королевством Наварра.

Герб.

Династия была основана Людовиком д’Эврё, графом д’Эврё. Он был третьим сыном Филиппа III Смелого от его второй жены Марии Брабантской. Он женился на Маргарите д’Артуа. У них было 2 сына:
- Карл д’Этамп, продолживший главную линию дома д’Эврё,
- Филипп III д’Эврё, который, женившись на Иоанне II, основал наваррскую линию дома д’Эврё.

Главная линия рода прекратила существование в 1400 году — дети Карла д’Этамп не имели потомства. Наваррская линия продолжилась вплоть до 1425 года, когда род пресёкся по мужской линии со смертью Карла III, не оставившего после себя законнорожденных сыновей. Престол перешёл к Бланке I, которая умерев в 1441 году, прекратила существование старшей ветви дома д’Эврё. Бомонты — младшая ветвь дома д’Эврё, пресеклась в 1565 году, со смертью 4-й графа Лерин.

Герб Наваррской линии рода.

## Известные представители Дома д’Эврё
- Жанна д’Эврё, третья жена короля Франции Карла IV Красивого, последнего представителя династии Капетингов на французском троне.
- Филипп III д’Эврё (король Наварры)
- Бланка д’Эврё, вторая жена короля Франции Филиппа VI
- Карл II (король Наварры)
- Жанна Наваррская, вторая жена и королева Англии Генриха IV
- Карл III (король Наварры)
- Бланка I (королева Наварры)